# جيفري دبليو. كيلي
جيفري دبليو. كيلي (بالإنجليزية: Jeffery W. Kelly)‏ هو كيميائي وأستاذ جامعي أمريكي، ولد في 23 أغسطس 1960 في مدينا في الولايات المتحدة.